# 文迪施普里博恩
文迪施普里博恩（德語：Wendisch Priborn，發音：[ˈvɛndɪʃ ˈpʁiːbɔʁn]）是德国梅克伦堡-前波美拉尼亚州路德维希斯卢斯特-帕尔希姆县曾经的一个市镇，面积26.76平方千米，人口为人。2014年5月25日，文迪施普里博恩与市镇布赫贝格并入市镇甘茨林。